# Constantin Ostap
Constantin V. Ostap (n. 14 noiembrie 1925, Cotova, raionul Drochia, Republica Moldova – d. ianuarie 2014, Iași, România) a fost un inginer și scriitor român, care a scris o serie de cărți care evocă orașul Iași de altădată.

## Biografie
Constantin V. Ostap s-a născut la data de 14 noiembrie 1925 în satul Cotova (pe atunci în județul Soroca, astăzi în raionul Drochia), în familia unui preot. În primăvara anului 1936 a venit în orașul Iași, ca să dea examen de admitere în clasa I a Liceului Internat din Iași.
Odată cu apropierea frontului de Iași, în anul 1944, împreună cu părinții săi, cu fratele și sora sa (studenți la Medicină), s-a refugiat în orașul Târgu Jiu, pierzând casa, pământul, via și agoniseala lor de o viață întreagă, care a rămas în URSS. S-a transferat la Liceul "Tudor Vladimirescu" din Târgu Jiu, tatăl său primind parohie în satul Târgu Logrești. 
A absolvit apoi cursurile Facultății de Electrotehnică din cadrul Institului Politehnic din Iași, obținând diploma de inginer.

## Cărți publicate
- Cu Iașii mînă-n mînă vol. II (Ed. Dosoftei, Iași, 1997) - în colaborare cu Ion Mitican
- Trăitori sau trecători prin Târgu' Iașului (Ed. Vasiliana, Iași, 1998) - în colaborare cu Ionel Maftei
- Cu Iașii mînă-n mînă vol. III (Ed. Tehnopress, Iași, 1999) - în colaborare cu Ion Mitican
- Iașul între adevăr și legendă (Ed. Tehnopress, Iași, 2000) - în colaborare cu Ion Mitican
- Primăria Municipiului Iași. Pagini de istorie, evocări și legende (Ed. Tehnopress, Iași, 2001) - în colaborare cu Ion Mitican
- Caragiale în Iașii Junimii (Ed. Timpul, Iași, 2002) - în colaborare cu Olga Rusu, Dan Jumară, Ștefan Oprea, Ion Mitican și Liviu Papuc
- Parfum de Iași (Ed. Tehnopress, Iași, 2002)
- Despre Iași - numai cu dragoste (Ed. Vasiliana, Iași, 2005)

## Aprecieri critice
„Constantin Ostap este unul dintre puținii mitografi ai orașului Iași. Alături și uneori împreună cu Ion Mitican el strânge mărturii, legende și amintiri, câte au rămas, despre Iașul de altădată și despre personalitățile lui. Cărțile, nu puține la număr, acreditează un Iași fabulos, proiectat pe hărțile imaginare și reale ale istoricilor și ficționarilor. (...) Înfundat în documente, citind copios, ca un gurmand care citește și recitește cărți de bucate fabuloase, Constantin Ostap rămâne prizonierul imaginației sale. El resuscită figuri uitate sau lăsate la marginea istoriei, într-un cotlon. În cartea lui trăiesc case locuite de mari personalități, străzi cu istoria lor, cărți, procese literare și culturale. (...) Constantin Ostap are memoria documentelor și scoate din arhivă texte pe care noi le-am citit la momentul potrivit dar pe care le-am uitat. El simte că sunt lucruri care trebuie reamintite pentru a nu ne pierde identitatea și, indiferent de epoca în care s-au produs, le readuce sub ochii noștri, spre ținere de minte. ”—Val Condurache